# Sino Steel Tower
Der Sino Steel Tower, weitere Schreibweise Sinosteel Tower (chin. 中钢大厦), ist ein Bauprojekt für einen Wolkenkratzer in der chinesischen Stadt Tianjin, das nach seiner Vollendung eine Höhe von 358 Metern erreichen soll. Die Arbeiten an dem 80 Stockwerke zählenden Bauwerk begannen im Jahr 2010, schon 2008 wurde der Bauplatz vorbereitet. Aus unbekannten Gründen wurden die Arbeiten jedoch im Sommer 2012 vorläufig eingestellt. Wann die Bauarbeiten fortgeführt werden sollen, ist bislang nicht bekannt.
Nach der Fertigstellung wird der Turm voraussichtlich das höchste Gebäude der Stadt Tianjin sein, jedoch nur, wenn die gestoppten Arbeiten am Goldin Finance 117 (597 Meter) nicht fortgeführt werden. Das gesamte Gebäude soll für Bürozwecke in Anspruch genommen werden.